# Jonestown (Comtat de Lebanon)
Jonestown és una població dels Estats Units a l'estat de Pennsilvània. Segons el cens del 2000 tenia 1.028 habitants.

## Demografia
Segons el cens del 2000, Jonestown tenia 1.028 habitants, 402 habitatges, i 272 famílies. La densitat de població era de 620,2 habitants per quilòmetre quadrat.
Dels 402 habitatges en un 34,1% hi vivien nens de menys de 18 anys, en un 52,5% hi vivien parelles casades, en un 12,2% dones solteres, i en un 32,1% no eren unitats familiars. En el 28,4% dels habitatges hi vivien persones soles el 7,2% de les quals corresponia a persones de 65 anys o més que vivien soles. El nombre mitjà de persones vivint en cada habitatge era de 2,53 i el nombre mitjà de persones que vivien en cada família era de 3,12.
Per edats la població es repartia de la següent manera: un 27,2% tenia menys de 18 anys, un 8% entre 18 i 24, un 31,9% entre 25 i 44, un 21,3% de 45 a 60 i un 11,6% 65 anys o més.
L'edat mediana era de 35 anys. Per cada 100 dones de 18 o més anys hi havia 98,9 homes.
La renda mediana per habitatge era de 36.000 $ i la renda mediana per família de 45.208 $. Els homes tenien una renda mediana de 30.700 $ mentre que les dones 20.724 $. La renda per capita de la població era de 15.322 $. Entorn del 6,9% de les famílies i el 9,7% de la població estaven per davall del llindar de pobresa.